# Chiesa di Nostra Signora (Bruges)
La chiesa di Nostra Signora (in neerlandese Onze-Lieve-Vrouwekerk) è una chiesa parrocchiale cattolica di Bruges, in Belgio.
La torre misura 122 metri di altezza ed è la più alta del Belgio dopo quella della Cattedrale di Anversa.
Vi si può ammirare la scultura di marmo di Michelangelo della Madonna col Bambino. Vi si trova il mausoleo di Maria di Borgogna e di Carlo il Temerario, nonché la Madonna dei sette dolori, capolavoro di Adriaen Isenbrant.

## Storia e descrizione

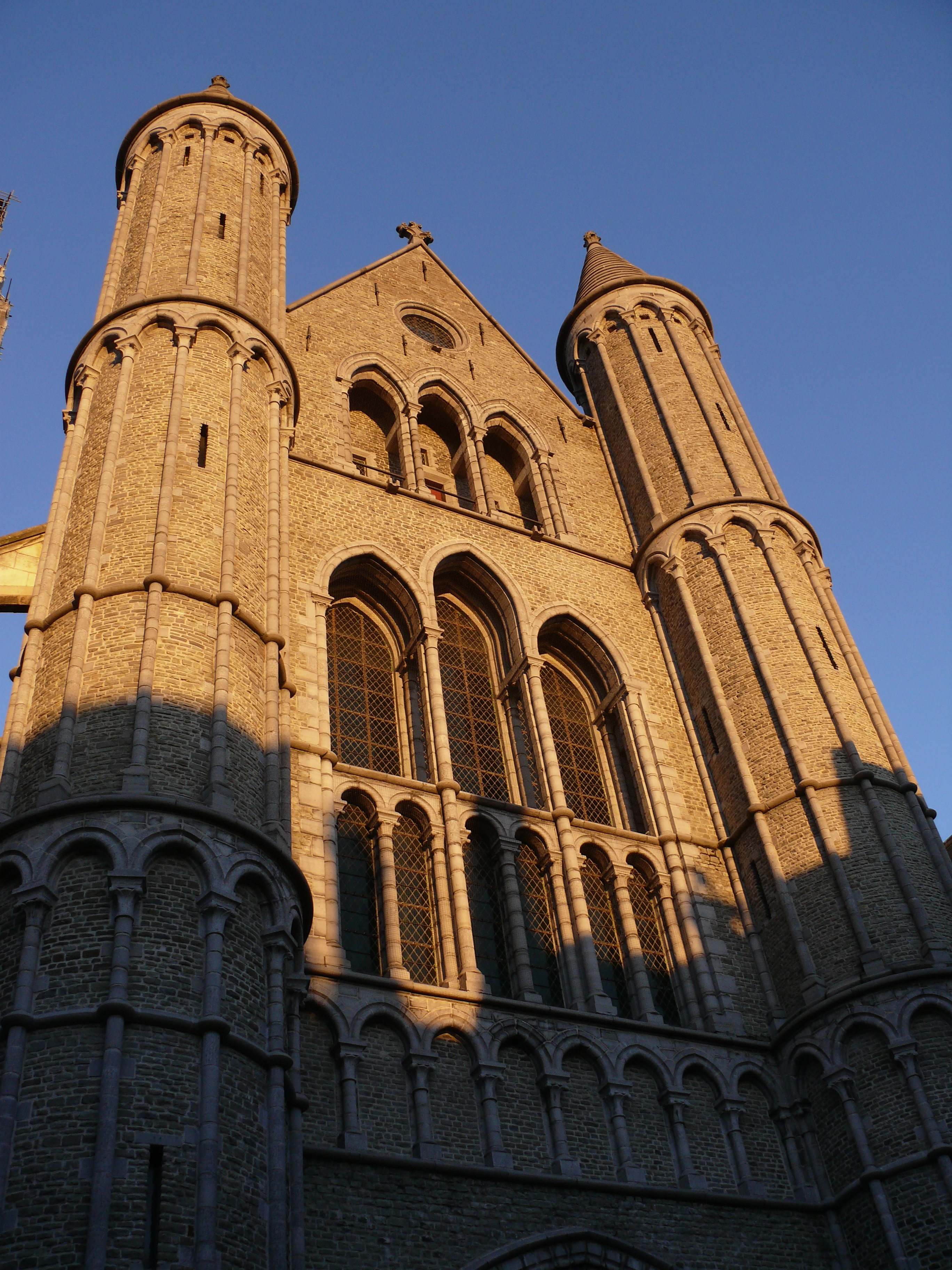
La facciata.

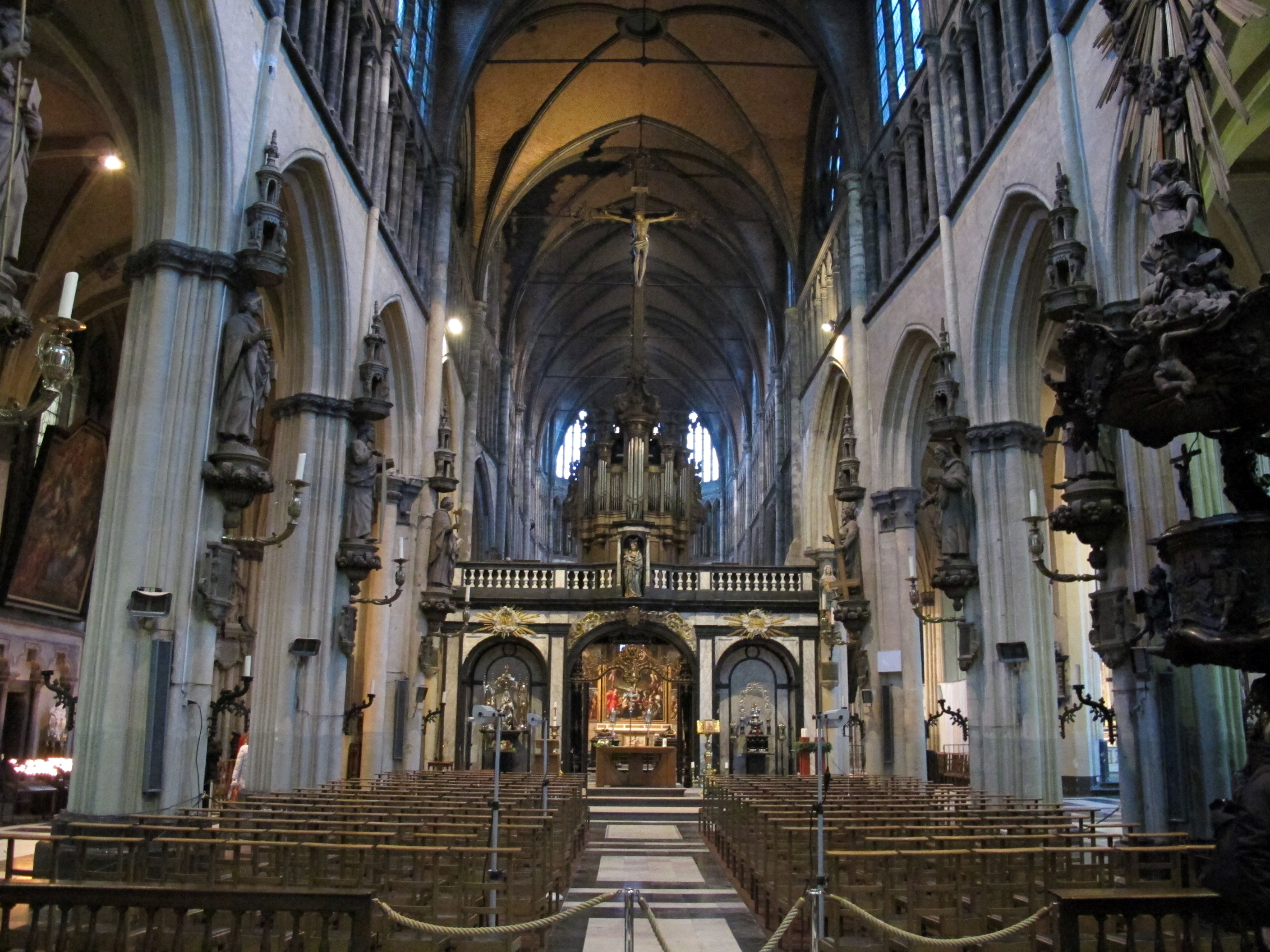
Veduta dell'interno.

La chiesa è uno dei più antichi luoghi di preghiera della città. Il primo edificio sorto in questo luogo era una cappella carolingia risalente a circa l'875. Tuttavia negli archivi della chiesa la fondazione della cappella è datata all'anno 741 e attribuita a San Bonifacio, ma questa affermazione risulta dubbia. 
La cappella era dipendente dalla chiesa di San Martino a Sijsele, sobborgo di Damme, che a sua volta era nei possedimenti del Duomo di Utrecht. 
Nel 1116 la cappella divenne una parrocchia indipendente da Sijsele e presumibilmente l'edificio venne quindi ricostruito e ampliato sotto Carlo il Buono.
La chiesa attuale venne costruita, in più riprese, a partire dal 1210. La parte più antica è il piedicroce, inizialmente a tre navate su pilastri a fascio, eretto in pietra di Tournai nel tipico stile gotico della Schelda. Lo stesso stile è riconoscibile anche nella facciata, fiancheggiata dalle due caratteristiche torrette scalari e l'uso della pietra blu. 
Il coro e l'abside vennero elevati tra il 1270 e il 1280 in stile gotico francese classico, ma interamente in mattoni.
Nel 1334-70 venne aggiunta la navata laterale nord, e nel 1450-74 quella meridionale. Intorno al 1465 venne realizzato il Paradijsportaal, il Portale del Paradiso, in stile gotico brabantino.
La torre campanaria è l'edificio più alto di Bruges. La prima torre crollò nel 1163 e fu ricostruita in laterizi tra il 1270 e il 1340; La guglia è stata aggiunta solo nel 1549.
La chiesa era fino alla fine dell'Ancien Régime una chiesa collegiata con un preposto e di un capitolo di canonici. In seguito è divenuta chiesa decanale.

## Opere d'arte
L'interno della chiesa racchiude un gran numero di importanti opere d'arte:

### Arredi e sculture
- Pulpito e tramezzo, barocchi, settecenteschi
- Stalli lignei del coro, 1770.
- Statue degli Apostoli, addossate ai pilastri della navata centrale, del 1618.

### Pitture

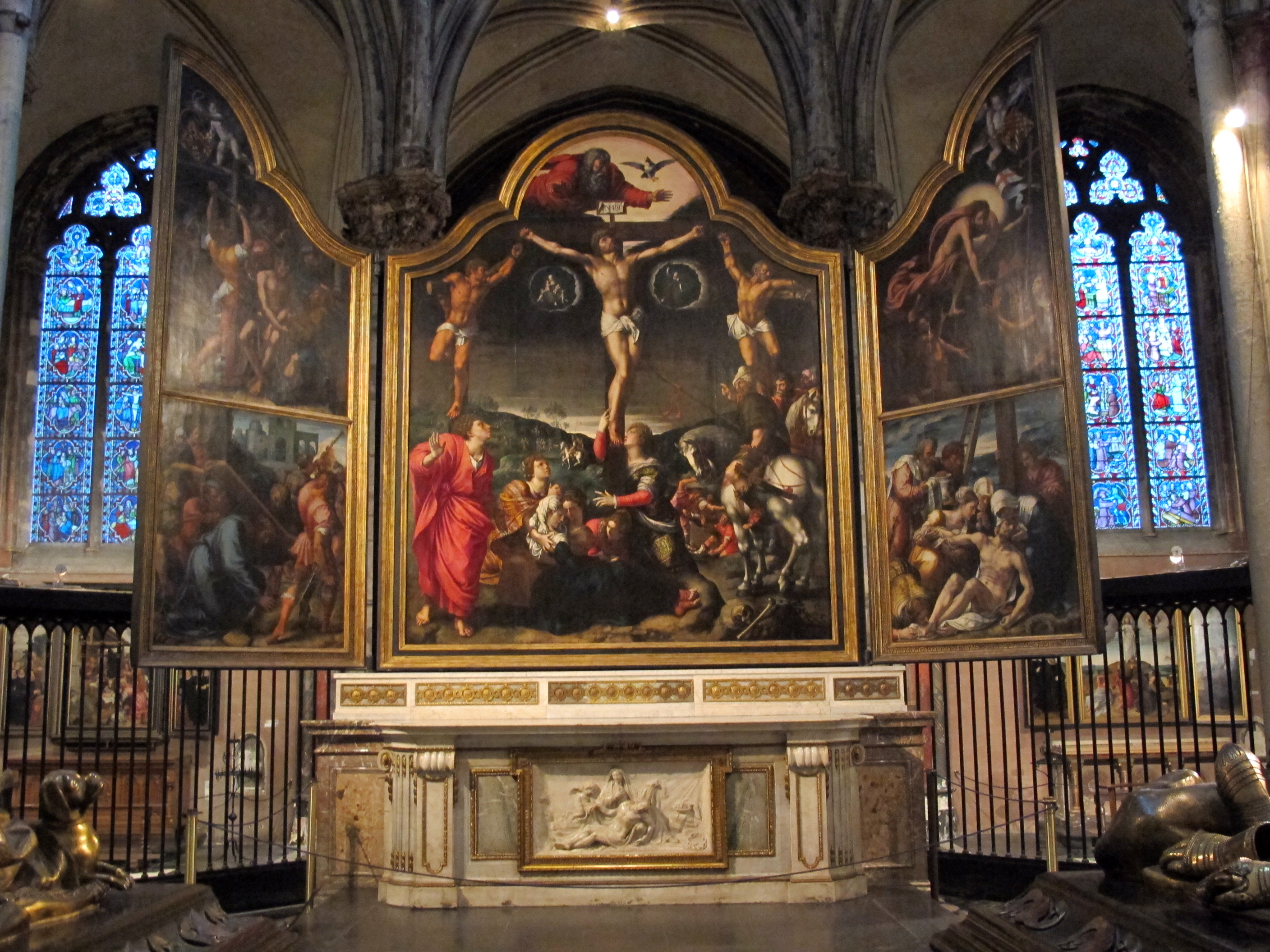
Trittico della Passione, Bernard van Orley.

- Tavole con stemmi di 30 Cavalieri del Toson d'Oro, 1468.
- Trasfigurazione di Cristo, Gerard David, 1520.
- Trittico della Passione, all'altar maggiore, iniziato da Bernard van Orley e terminato da Geeraert nel 1561.
- Adorazione dei Pastori, Pieter Pourbus, 1574.
- Crocifissione di Antoon van Dyck, 1626.
- Adorazione dei Magi, Gerard Seghers, 1630.
- Bambin Gesù fra Santi, di Gaspar de Crayer, 1662.

### Tombe
- Tomba di Maria di Borgogna, gotica in rame, dell'orafo brussellese Pieter de Beckere, 1496-1502.
- Tomba di Carlo il Temerario, rinascimentale in rame, dell'orafo anversese Jacob Jonghelinck, 1558-62.

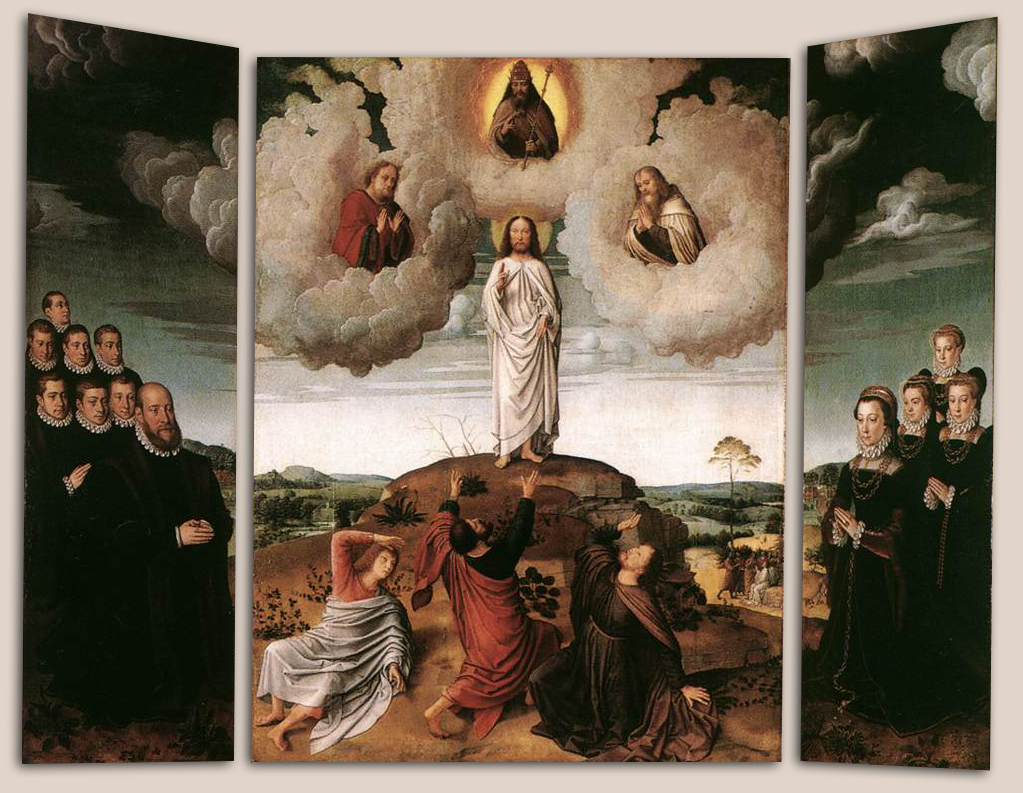
Trasfigurazione di Cristo, Gerard David.
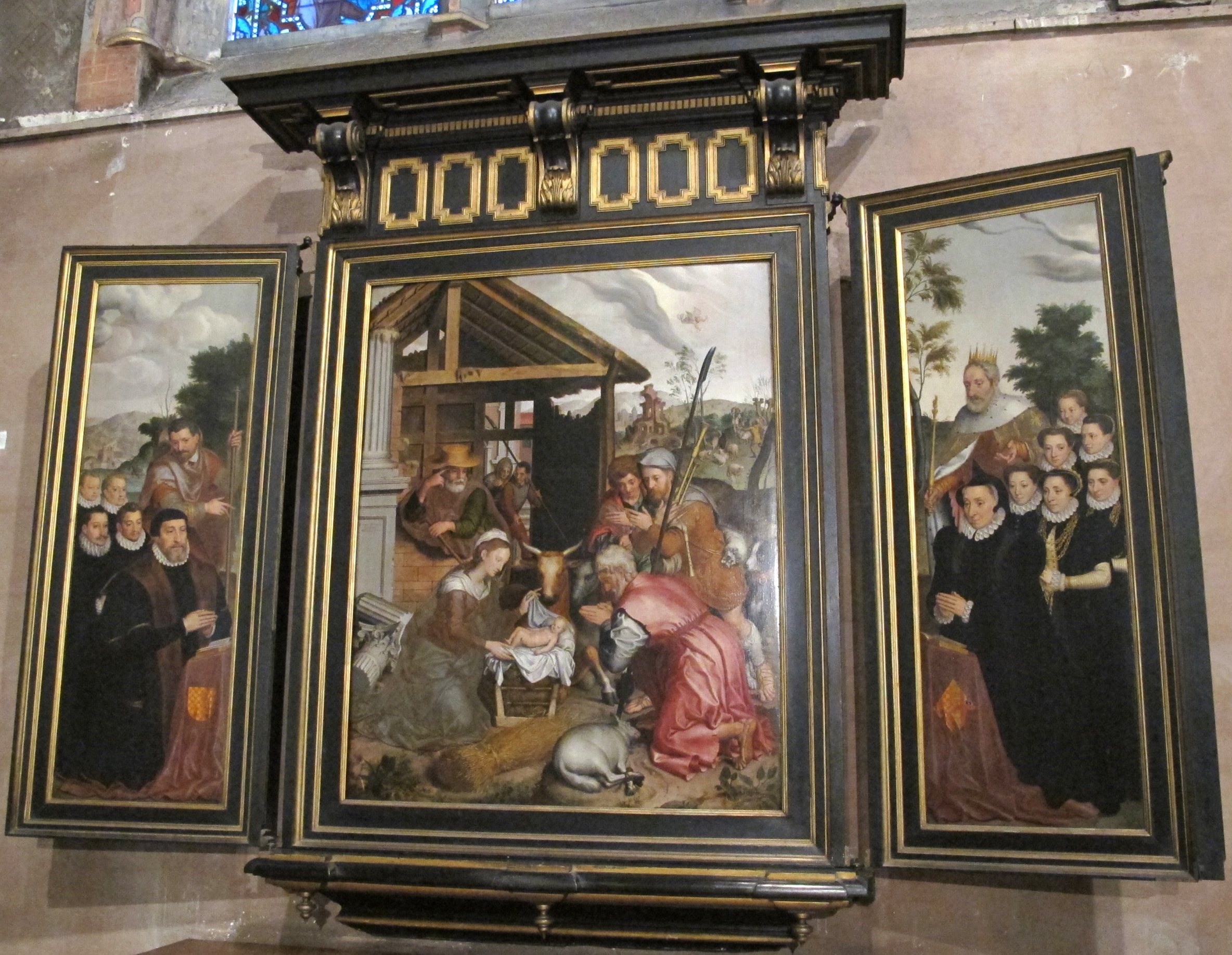
Adorazione dei Pastori, di Pieter Pourbus (1574); nelle portelle i ritratti del giurista Joos de Damhouder con la sua famiglia.
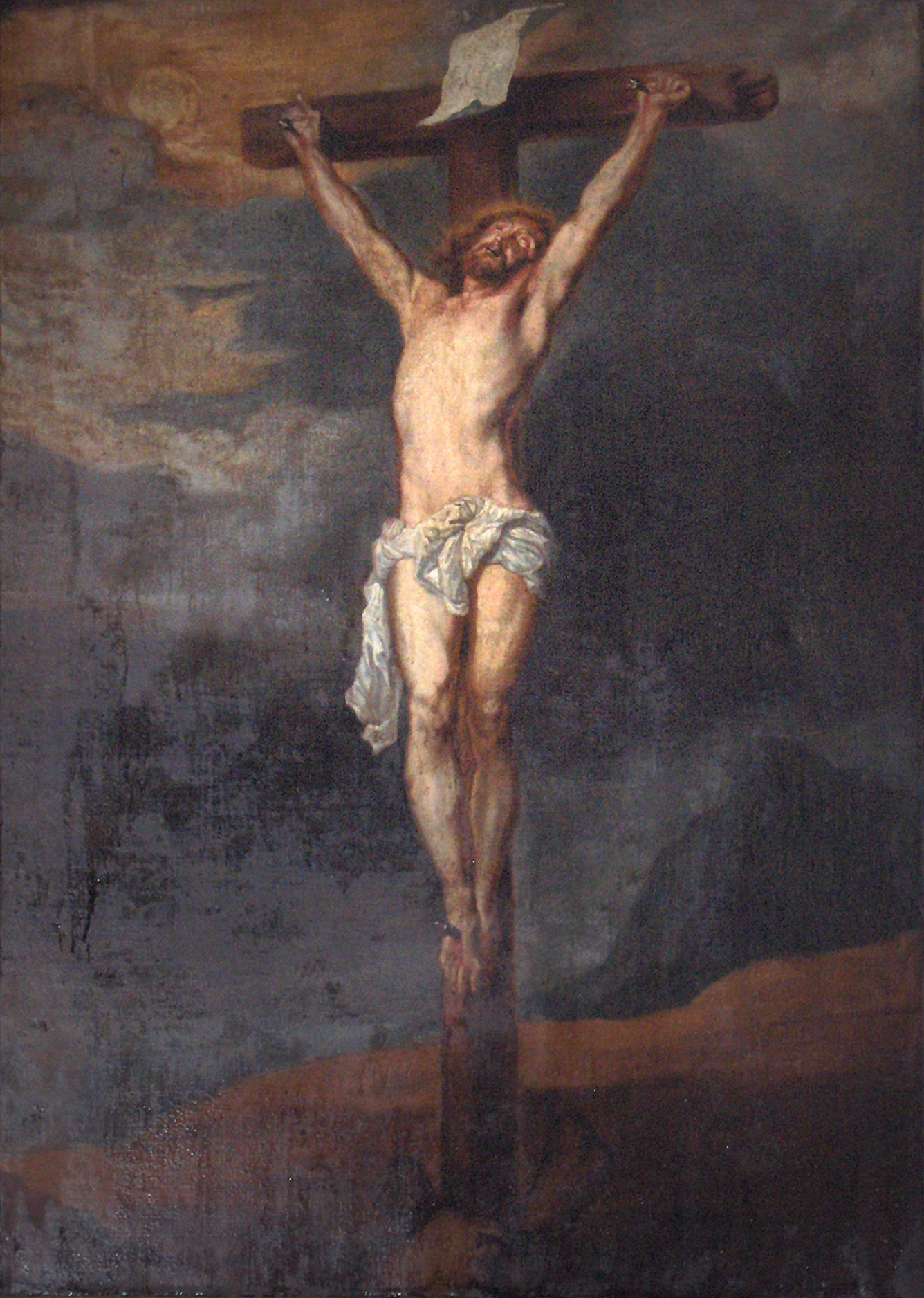
Crocifissione di Antoon van Dyck
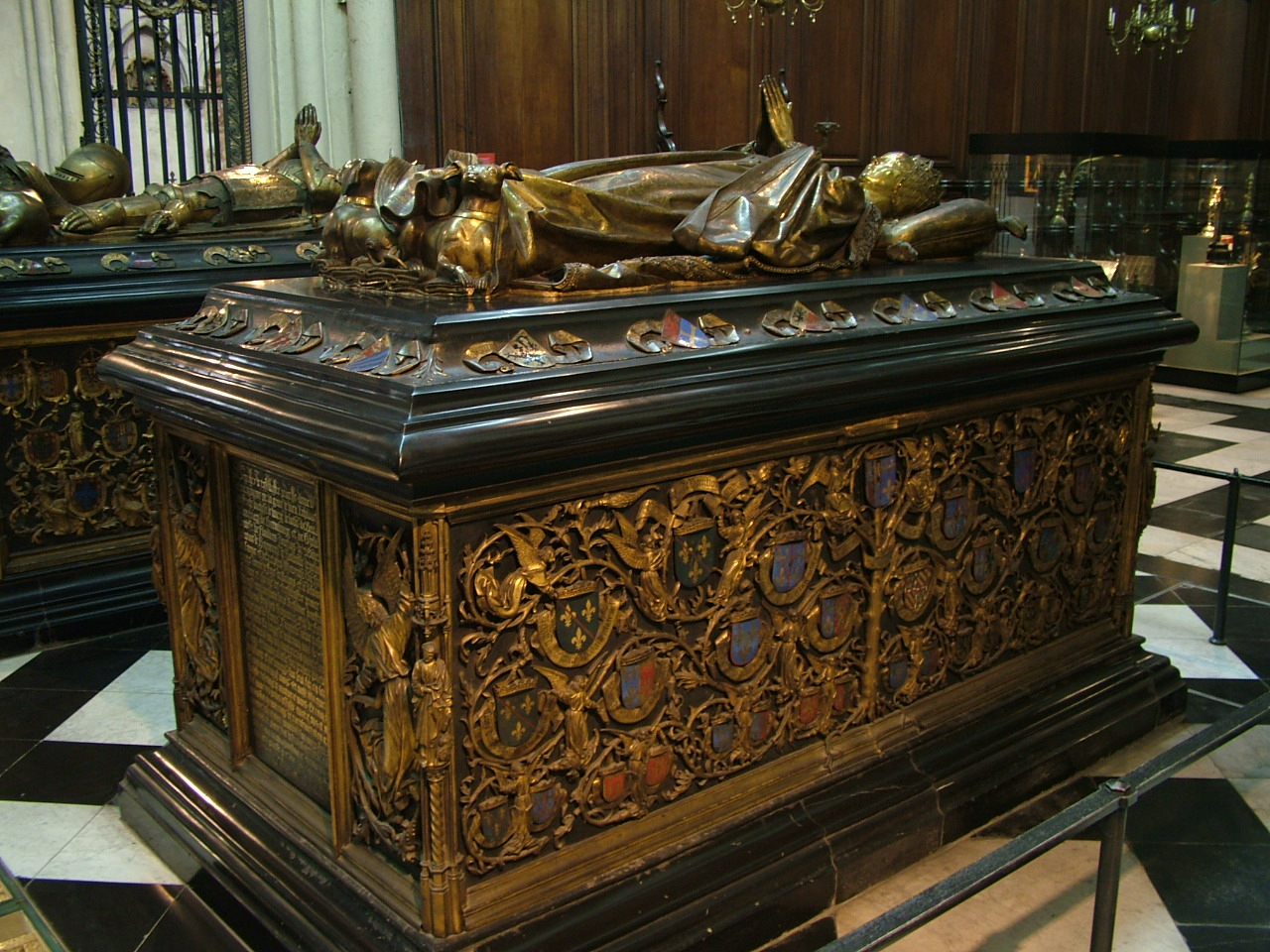
Tombe di Maria di Borgogna e Carlo il Temerario.

### Madonna di Michelangelo

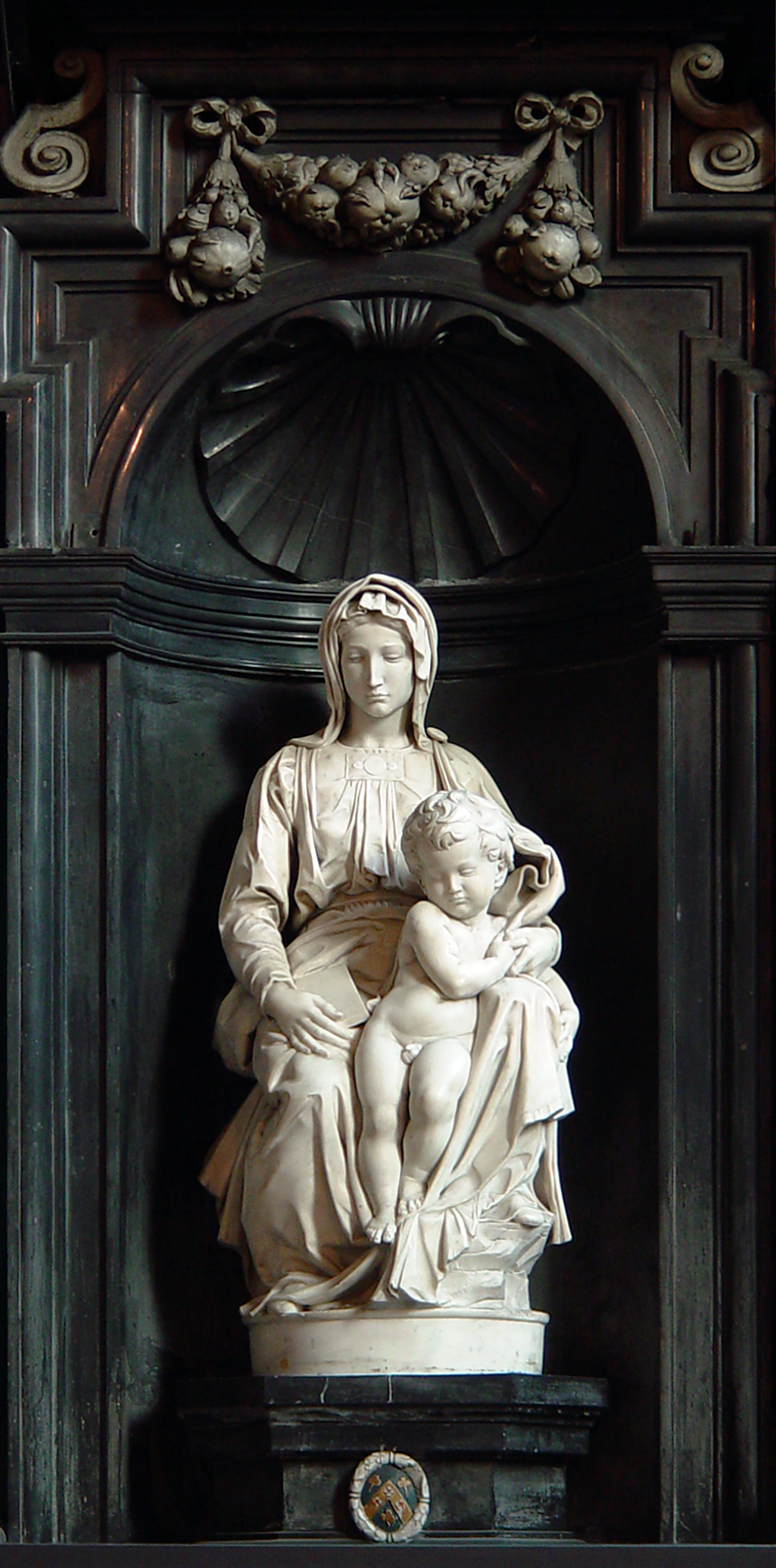
Madonna di Michelangelo

La scultura mondialmente nota della Madonna col bambino è una delle principali opere d'arte conservate nella chiesa. Venne realizzata in marmo di Carrara nel 1506 da Michelangelo per l'altare Piccolomini del Duomo di Siena. La scultura venne acquistata in Italia dal commerciante fiammingo Jan van Moeskroen (Giovanni di Moscherone) che la donò alla chiesa nel 1514 per porla sulla sua tomba di famiglia che si trova ai piedi dell'altare. L'opera venne portata via dalla chiesa come bottino di guerra in due occasioni: prima dai Francesi nel 1794 e poi dai Tedeschi nel 1944. In entrambi i casi, fu poi riportata in loco.